# Mount Gevers
Mount Gevers är ett berg i Antarktis. Det ligger i Västantarktis. Nya Zeeland gör anspråk på området. Toppen på Mount Gevers är 1 480 meter över havet, eller 798 meter över den omgivande terrängen. Bredden vid basen är 3,3 km.
Terrängen runt Mount Gevers är varierad. Trakten är obefolkad. Det finns inga samhällen i närheten. 